# Evangelhos de Lindau

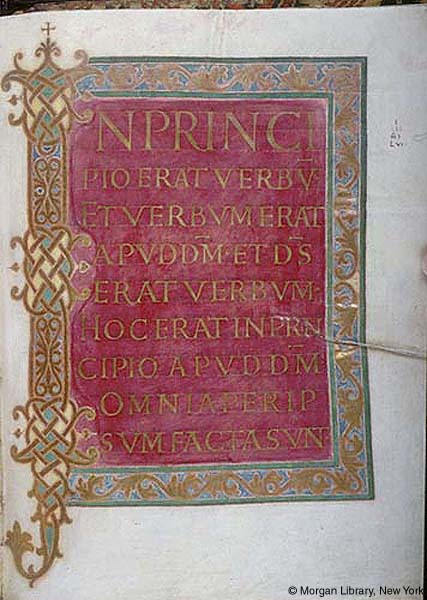
Fólio 168r, com o início do Evangelho de João

A capa inferior, principalmente do século 8

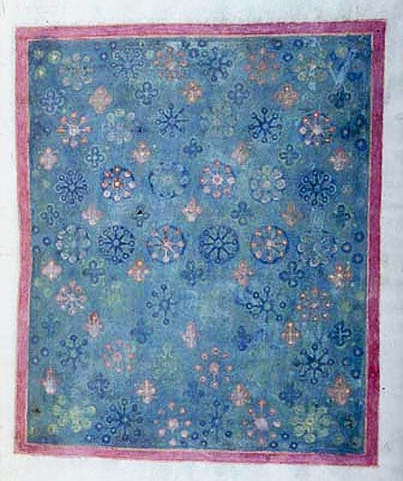
Folio 12r, imitando têxteis

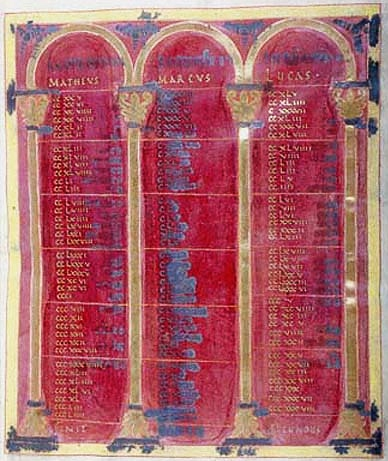
Fólio 8r, uma das tabelas canônicas

Os Evangelhos de Lindau é um manuscrito iluminado na Biblioteca Morgan em Nova York, que é importante por seu texto iluminado, mas ainda mais por sua encadernação de tesouro, ou capas de metal, que são de diferentes períodos. O elemento mais antigo do livro é o que agora é a contracapa, que provavelmente foi produzida no final do século VIII na Áustria moderna, mas no contexto de assentamentos missionários da Grã-Bretanha ou Irlanda, já que o estilo é o da arte insular de Ilhas Britânicas. A capa superior é uma obra carolíngia tardia de cerca de 880, e o texto do livro do evangelho em si foi escrito e decorado na Abadia de São Galo por volta da mesma época, ou um pouco mais tarde.
Quando J.P. Morgan, já com sessenta e poucos anos, comprou o livro em 1901, foi sua primeira compra importante de um manuscrito medieval, definindo a direção que grande parte de sua coleção subsequente deveria seguir.

## Capas

### Tampa inferior
A capa inferior ou traseira é mais antiga do que o texto e provavelmente foi adicionada de outro livro, talvez na época em que o texto foi escrito. Talvez fosse originalmente uma capa. É o único exemplo amplamente intacto de uma capa de livro de metal insular muito antiga que sobreviveu, embora saibamos por registros documentais que obras famosas como o Livro de Kells e os Evangelhos de Lindisfarne os continham. Alguns cumdachs irlandeses ou santuários de livros de metal ou relicários de livros sobreviveram, que mostram estilos amplamente comparáveis e usam cruzes como a característica central de seus designs. O estilo aproxima-se do outro principal sobrevivente de obras essencialmente anglo-saxônicas executadas no continente, o Cálice de Tassilo, e também de uma série de obras executadas por oficinas locais em várias partes da Europa. No entanto, o Evangelho de São Cuteberto (Biblioteca Britânica), uma encadernação de couro decorada que data de cerca de 700, é a encadernação europeia intacta mais antiga.
O desenho é centrado em uma cruz pátea, ou seja, uma cruz com membros curvos e expansivos. Os espaços entre os membros da cruz são preenchidos com entrelaçamento entalhado em lascas, incluindo bestas semelhantes a cobras e um cravo central com uma gema. Cada braço da cruz tem uma figura de Cristo com um halo cruciforme. O que distingue a tampa das poucas outras peças remanescentes de metalurgia insular é o uso extensivo de esmalte, que se acredita ter sido aprendido no norte da Itália. Alguns dos esmaltes são em um estilo de "esmalte embutido " (senkschmelz em alemão), encontrados apenas aqui e em placas no caixão de ágata de Oviedo. Estes mostram "pássaros de pernas compridas de cores vivas" inseridos e rodeados pelo fundo dourado liso, ao contrário da técnica champlevé normal de "esmalte completo" (vollschmelz), onde toda a superfície de uma seção da placa é coberta com esmalte.
O livro original coberto era um pouco menor, e partes das bordas, que não correspondem entre si, foram adicionadas para trazê-lo ao novo tamanho. Dentro da borda há quatro placas nos cantos que mostram os Quatro Evangelistas com seus símbolos, que são acréscimos do século XVI. Em torno do topázio central estão quatro monogramas: "IHS, XPS, DNS, NOS" (Jesus Cristo Nosso Senhor).

### Tampa superior
A tampa superior (não ilustrada aqui, veja a nota para a imagem) é ricamente cravejada de grandes joias e usa baixo relevo repoussé. A composição também gira em torno de uma cruz, mas aqui toda uma cena de crucificação com uma figura de Jesus na cruz e outras muito menores da Virgem Maria e de João Evangelista. Cada um deles está em um compartimento abaixo dos braços da cruz, emparelhado com figuras femininas iconograficamente incomuns; cada compartimento correspondente acima dos braços contém dois anjos. As identificações para esses números mais baixos variam; eles são descritos pela Biblioteca Morgan como pranteadores anônimos, "duas figuras femininas desgrenhadas que parecem ser personificações de almas cristãs saudando seu Redentor", como diz sua nota de arquivo  mas Peter Lasko os chama de "a figura curiosamente duplicada de São Maria Madalena (?) "  Para Needham, elas são Maria Madalena e Maria de Cleófas. Todas as oito figuras são representadas agachadas ou de lado, ou pairando horizontalmente no caso dos anjos, acima e abaixo dos grupos de joias.
Sol e Luna, personificações do sol e da lua, ocupam o topo da haste da cruz, uma característica comum nas cenas de crucificação do período, embora sejam incomuns aqui mostradas na haste da própria cruz, acima de Cristo e com a Lua acima do Sol . Mais geralmente, eles estão em qualquer um dos lados da haste transversal ou nas extremidades dos braços. Também Sol aqui carece de seus raios usuais, sugerindo que um eclipse é representado, seguindo os Evangelhos. A borda contém a maioria das gemas, mantidas em configurações de motivos vegetais tipicamente carolíngios, que são executadas com excepcional precisão.
A capa do Código Áureo de São Emeram, que pode ser datada precisamente de 870, é provavelmente um produto da mesma oficina, embora haja diferenças de estilo. Este workshop é associado ao Sacro Imperador Romano Carlos II de França, e freqüentemente chamado de "Escola do Palácio". Sua localização (se fosse fixa) permanece incerta e muito discutida, mas a Abadia de Saint-Denis fora de Paris é uma possibilidade importante. O Arnulf Ciborium (um cibório arquitetônico em miniatura , e não o recipiente dos anfitriões), agora no Munich Residenz, é a terceira grande obra do grupo, junto com a moldura de um prato antigo em forma de serpentina no Louvre. Estudiosos recentes tendem a agrupar os Evangelhos de Lindau e o Arnulf Ciborium em uma relação mais próxima entre si do que o Codex Aureus para ambos.

## Texto e iluminação
O texto é os " Quatro Evangelhos precedidos pela Epístola de S. Jerônimo: Ad Damasum, Tabelas e Prefácios Cânon, seguido de um Capitular ", escrito e iluminado em "um minúsculo carolíngio não particularmente elegante", as miniaturas talvez ou provavelmente por Folchard de St. Gall, que se retratou no Saltério Folchard. O estilo de iluminação carece dos elementos insulares dessa obra. As bordas são variações grandiosas e elegantes de motivos de folhagem classicizantes, e as iniciais grandes refletem o desenvolvimento carolíngio de motivos insulares, como o entrelaçado dentro de um estilo essencialmente classicizante. Seis ou sete escribas trabalharam no texto, um deles compartilhado com o Saltério Folchard. As iluminações, ao contrário das capas, carecem totalmente de figuras humanas. As duas páginas que imitam os têxteis interessam aos estudiosos porque muitas páginas tapete, como o nome sugere, podem fazer o mesmo. Em ambos os casos, a ideia pode ter sido a "emulação de uma mortalha ou capa têxtil", como as usadas para embrulhar relíquias. Páginas semelhantes são encontradas no Ottonian Codex Aureus of Echternach. De maneira semelhante, as páginas-tapete podem ter sido consideradas uma forma de capa interior.
As principais páginas decoradas são:
- f5r e 12r: duas páginas imitando têxteis, com padrões diferentes (sedas reais do Oriente dos séculos IX e X são usadas como papéis finais)
- f6r - 11v: Mesas Canon, em pergaminho tingido de roxo, com letras em ouro e prata (mal oxidada), com bordas em arcada em ouro e prata.
- f13v e 14r: Incipit para Mateus em roxo com cruz e decoração, e inicial de página inteira L principalmente em verde com outras letras em escrita romana dourada em campo roxo.
- f71v e 72r: Incipit a Marcos, com letras romanas douradas em campo roxo, e em 72r uma grande inicial decorada I no lado esquerdo da página.
- f111v e 112r: Incipit para Lucas, semelhante, com inicial de página inteira F
- f167v e 168r: Incipit para João, semelhante com o I inicial no lado esquerdo de 168r.

## História
Não se pode dizer com certeza quando, onde e como os três elementos principais do livro em seu estado atual se juntaram. O texto pode muito bem ser o livro do Evangelho encomendado por Hartmut, Abade de São Galo entre 872-883, que é uma data plausível para o texto. Está registrado que este livro foi "decorado com ouro e prata e pedras preciosas". Em 1545, esses evangelhos ainda estavam na biblioteca da abadia de São Galo, pouco antes de a biblioteca ser atacada por calvinistas, e alguns de seus conteúdos foram destruídos ou dispersos.
O manuscrito foi certamente documentado pela primeira vez em 1691, quando foi descrito por um visitante de um convento aristocrático na ilha de Lindau, no lado bávaro do Bodensee, que foi fundado muito depois da criação do livro. A lombada de couro do livro está carimbada com a data de 1594, mas não é absolutamente certo onde o livro estava quando foi rebatido, nem pode ser totalmente excluída a possibilidade de que a presente combinação de texto e capas remonte apenas até aqui. Paul Needham observa que, embora a capa superior seja da oficina Imperial, e no estilo mais grandioso e luxuoso do período, o texto, embora ricamente iluminado, não parece corresponder perfeitamente à capa em riqueza e não é nem mesmo o mais texto ricamente decorado escrito em São Galo durante esse período. A capa também parece ter sido desenhada para um livro um pouco menor. As capas de tesouro são relativamente fáceis de transferir, uma vez que só são fixadas nas tábuas de madeira da encadernação por pequenos pregos. Por outro lado, as seções adicionais que aumentam a cobertura inferior são claramente do início da Idade Média.
Em 1803 o convento foi dissolvido pelo estado e os seus bens distribuídos entre as canonisas. O livro foi dado à Canoness Antoinette, Baronesa von Enzberg. De seus herdeiros e Joseph von Laßberg, passou via Henry G. Bohn para Bertram Ashburnham, 4º conde de Ashburnham (1797-1878) em 1846. As grandes coleções de Ashburnham foram gradualmente dispersas por seu filho e, em 1901, o livro foi comprado por J.P. Morgan (1867–1943) e mais tarde doado à sua Biblioteca Morgan. A compra foi incentivada pelo sobrinho de Morgan, que escreveu de Londres que "o Museu Britânico gostaria de comprá-lo, mas não tem o dinheiro necessário", e que uma oferta de £ 8.000 por outro tinha sido recusada e £ 10.000 estavam sendo solicitados. Alguns anos antes, o Museu Britânico teve dificuldade considerável em levantar £ 8.000 para comprar a Taça de Santa Inês.